# Estación de Can Serra
Can Serra es una estación de la L1 del Metro de Barcelona, situada en el municipio de Hospitalet de Llobregat, en el área metropolitana de Barcelona, y recibe su nombre del cercano barrio de Can Serra.
La estación se encuentra bajo el parque de Les Planes, entre la calle del Molí y la avenida de Isabel la Católica. Hay entradas tanto desde el parque como desde la avenida de Can Serra, que dan servicio a un vestíbulo de billetes subterráneo. Los dos andenes laterales, de 96 metros de longitud, se encuentran en un nivel inferior.
La estación se inauguró en 1987, cuando se prolongó la línea L1 desde la Estación de Torrassa hasta la de Avenida Carrilet.
| << cabecera           | < estación           | línea | estación > | cabecera >> |
| --------------------- | -------------------- | ----- | ---------- | ----------- |
| Metro                 |                      |       |            |             |
| Hospital de Bellvitge | Rambla Just Oliveras |       | Florida    | Fondo       |